# フレデリック・ジョリオ＝キュリー
ジャン・フレデリック・ジョリオ＝キュリー（Jean Frédéric Joliot-Curie、1900年3月19日 - 1958年8月14日）は、フランスの原子物理学者。妻はイレーヌ・ジョリオ＝キュリー。義母はマリ・キュリー、義父はピエール・キュリー、義妹はエーヴ・キュリー。

## 来歴
1925年、ラジウム研究所でマリ・キュリーの助手となり、そこで彼女の娘であるイレーヌと知り合った。2人は翌1926年に結婚したが、その際、姓を2人の旧姓を組み合わせた「ジョリオ＝キュリー」とした。
1934年に妻イレーヌと共に、アルミニウムへアルファ線を照射することによって世界初の人工放射性同位元素である30Pの合成に成功し、それにより1935年に夫婦でノーベル化学賞を受賞した。
1936年9月、のちにフランス柔道、最初の柔道有段者となるイギリス国籍の物理学者モーシェ・フェルデンクライスが設立したフランス柔術クラブの名誉会長となる。他に名誉会長には柔道創始者の嘉納治五郎も就いていた。
第二次世界大戦時はレジスタンス運動に参加し、戦後はフランス国立科学研究センター総裁に就任すると共にフランス原子力庁長官となり、コレージュ・ド・フランスの教授も務めた。1947年には、フランス初の原子炉「ゾエ」の開発に成功。1956年にイレーヌが亡くなると、彼女のパリ大学教授の職も兼任した。
パグウォッシュ会議の設立にも尽力し、創設メンバーの一人でもあり、世界科学者連盟や世界平和評議会の初代議長を務めた。フランス共産党の党員でもあった。
日本初の女性物理学者湯浅年子が、師事していたことがある。
長女のエレーヌ（1927年-）は物理学者に、長男のピエール（1932年-）は生物学者になった。
1958年に白血病で死去。妻イレーヌの死から2年後のことだった。

## 受賞歴
＊イレーヌ・キュリーと共同で受賞した科学メダルおよび科学賞
1932年 マテウチ・メダル（イタリア科学アカデミー）
1933年：フランス科学アカデミーのアンリ・ヴィルデ賞
1934年：フランス科学アカデミーのマルケ賞
1935年：ノーベル化学賞
1940年：バーナード・メダル
1950年：マリー・キュリー・スクウォドフスカ大学から名誉博士号
1951年：ポーランド・クラクフのヤギェウォ大学から名誉博士号
1954年：フランス科学アカデミー・ラヴォアジエ・ゴールドメダル
＊フレデリック・ジョリオに贈られた栄誉
1923年：パリ市立物理化学学校元学生協会よりピエール＝キュリー・メダルを授与される
1936年：土木学会メダル
1938年：フランス化学会メダル
1946年：リエージュ市技術者協会のプレセンスター・メダル
1946年：ナチス・ドイツに対するレジスタンスに対してレジオン・ドヌール勲章を受章
1947年：英国王立協会外国人会員
1948年：英国王立協会ヒューズ・メダル
1950年：スターリン平和賞

## 備考
- 月のクレーター「ジョリオ」は、フレデリック・ジョリオを称えて命名された。